# Savværk
Et savværk er et sted hvor tømmerstokke bliver savet op til planker, lægter og andre trævarer.

## Historie
Allerede i Romerriget opfandt man savværker, der benyttede vand til at drive saven. 
Inden opfindelsen af savværket kløvede man enten stammer med økse eller havde to mand til at save dem over med en lang sav. Herefter kunne de høvles.
I middelalderens Europa havde man også savværker. Villard de Honnecourt har skitseret et savværk omkring år 1250. Det hævdes at de blev introduceret på Madeira kort efter opdagelsen i 1420 og siden blev spredt udover det meste af Europa i 1500-tallet.
Allerede i 1000-tallet fandtes savværker, der benyttede vandkraft i den islamiske del af verden, fra Al-Andalus og Nordafrika til Centralasien i øst.
Rundsaven til brug i savværker blev opfundet i Holland i slutningen af 1600-tallet eller i England i 1700-tallet.
Under den industrielle revolution begyndte man at benytte dampmaskiner til at drive savene.